# Čestmír Kožíšek
Čestmír Kožíšek (* 9. listopadu 1991 Jilemnice) je český skokan na lyžích z klubu LSK Lomnice nad Popelkou.

## Kariéra
Poprvé se účastnil Fis cupu ve skocích na lyžích v roce 2006, kdy se umístil na 29. místě. Téměř dva roky poté se poprvé umístil na medailové pozici ve Fis cup ve skocích na lyžích v Harrachově, kde obsadil třetí místo. V kontinentálním poháru ve skocích na lyžích byl čtyřikrát mezi deseti nejlepšími, přičemž nejlepší výsledek bylo 5. místo. Poprvé soutěžil ve Světovém poháru ve skoku na lyžích (nejvyšší úroveň ve skoku na lyžích) ve Vancouveru v roce 2009. Získal 43. místo. V roce 2009 se umístil na 5. místě na Mistrovství světa juniorů. V létě roku 2013 v japonské Hakubě obsadil 3. a 4. místo v letní Grand Prix. Jeho osobním rekordem je 226 m z Vikersundu ze zimy 2015 a zároveň 3. nejdelším českým letem.